# Kyaikkhami
Kyaikkhami (eller Kyaikkami) är en stad i Myanmar. Den ligger i delstaten Mon, i den södra delen av landet, 400 km söder om huvudstaden Naypyidaw. Kyaikkhami ligger 21 meter över havet och folkmängden uppgår till cirka 20 000 invånare.

## Geografi
Terrängen runt Kyaikkhami är platt. Havet är nära Kyaikkhami västerut. Runt Kyaikkhami är det ganska tätbefolkat, med 230 invånare per kvadratkilometer. Omgivningarna runt Kyaikkhami är en mosaik av jordbruksmark och naturlig växtlighet.

## Klimat
Tropiskt monsunklimat råder i trakten. Årsmedeltemperaturen i trakten är 24 °C. Den varmaste månaden är mars, då medeltemperaturen är 28 °C, och den kallaste är augusti, med 20 °C. Genomsnittlig årsnederbörd är 4 284 millimeter. Den regnigaste månaden är augusti, med i genomsnitt 1 042 mm nederbörd, och den torraste är december, med 4 mm nederbörd.